# (208996) 2003 AZ84
小行星208996（208996 Achlys）是可能有一个卫星的太阳系外部海王星外天體。它呈椭球形，最长轴大约为940公里。它属于冥族小天體（以冥王星为首的一类微型行星）——它在柯伊伯带的轨道与海王星的共振为2:3。它是继冥王星和亡神星已知第三大的冥族小天体。它于2003年1月13日由美国天文学家乍德·特魯希略和米高·E·布朗，在帕洛马山天文台的近地小行星追踪考察中用塞繆爾·奧斯欽望遠鏡发现。
虽然2003 AZ84呈椭球形，但它具有微小的光變曲線幅度，因为它的旋转轴几乎在极点上。差异主要由表面上的反照率特征导致。
天文学家贡萨洛·坦克雷迪和迈克尔·布朗认为该天体是矮行星候選者，但威尔·M·格伦迪等人下结论，说此类大小为400–1,000 km，反照率少于≈0.2，密度少于≈1.2 g/cm3天体一般不会压缩成完全固态天体，更何况是塌缩成流體靜力平衡，所以它们非常不可能是矮行星。

## 物理特征
史匹哲太空望遠鏡将(208996) 2003 AZ84的直径估计为686±96 km，而根据史匹哲望远镜和赫雪爾太空望遠鏡的综合资料，直径估值为727.0+61.9
−66.5 km。这些结果互相吻合。因此，2003 AZ84有可能成为矮行星，但如果假设它处于流體靜力平衡，则所得的密度太低，不能让它变成固体，所以它可能不是矮行星。2003 AZ84的质量未知，因为它的卫星未复现。
根据2010年的一次掩星，2003 AZ84有一个573±21 km的弦，但它只是直径的下界，因为该弦可能没有经过天体的中心。
2017年，根据掩星和旋转光变曲线的资料，2003 AZ84呈椭球形，可能是因为它的旋转周期为6.71小时，与妊神星和小行星20000相似。这些资料表明2003 AZ84的尺寸大约为940×766×490 km，其最长轴几乎是极轴的两倍。
2003 AZ84的光谱和颜色和亡神星的十分类似，而亡神星是另一个与海外星的共振为2:3的天体。在两者天体的光谱中，近红外线区域中适中强度的水冰吸收带没有特征，但2003 AZ84的反照率较低。两者天体在2.3 μm附近也有弱的吸收带，可能是氨水合物或甲烷冰使然。

## 轨道和旋转
2003 AZ84绕着太阳运行，平均距离为39.4天文單位（AU），每247年完成一次轨道。它与海王星的轨道共振为2:3：海王星每环绕太阳三次，2003 AZ84就环绕太阳两次。因此，2003 AZ84属于冥族小天體。它的轨道于黄道的倾角为13.6度。2003 AZ84的轨道中度偏心，軌道離心率为0.183。截至2019年7月，2003 AZ84距太阳44.43 AU（6.647×109 km）。它于1982年到达远日点，将在2107年到达近日点。深度黃道巡天的模拟显示在未来1000万年内，2003 AZ84与太阳之间的距离不会少于31.6 AU（qmin）（它会比海王星远）。
2003 AZ84的自轉週期最初由斯科特·谢泼德于2003年量度。根据谢泼德在夏威夷大学的UH88获得的光变曲线，自转周期是6.71小时或13.42小时，亮度变差为0.14星等（U=2）。较短的自转周期来自单峰解（光变曲线在一周期中有一个最大值），如果亮度变化由反照率斑点产生则它更加合理较长的自转周期则对应着双峰解（光变曲线在一周期中有两个最大值），和沿着边缘旋转的椭球形更为相符。

## 卫星
2007年2月22日，布朗利用哈勃空间望远镜的观察结果，在IAUC 8812报告2003 AZ84的卫星的发现。该天体被观测时，其分离为0.22弧分，视星等差为5.0。截至2012年，卫星未能复现。卫星的直径大约是72±12 km。